# Марані (Абашський муніципалітет)
Марані (груз. მარანი) — село в Грузії.
За даними перепису населення 2014 року в селі проживає 1153 осіб.